# Bern Grizzlies 2023
Questa voce raccoglie le informazioni riguardanti i Bern Grizzlies nelle competizioni ufficiali della stagione 2023.

## Lega Nazionale A 2023

### Stagione regolare
| 2 aprile 2023 3ª giornata | Bern Grizzlies | 14 – 20 | Thun Tigers |  |

| 10 aprile 2023 4ª giornata | Calanda Broncos | 38 – 35 (14-7 10-0 14-7 0-21) | Bern Grizzlies | (780 spett.) |

| 16 aprile 2023 5ª giornata | Bern Grizzlies | 12 – 31 | Zürich Renegades |  |

| 30 aprile 2023 7ª giornata | Bern Grizzlies | 7 – 21 | Gladiators Beider Basel |  |

| 7 maggio 2023 8ª giornata | Winterthur Warriors | 37 – 33 | Bern Grizzlies |  |

| 29 maggio 2023 10ª giornata | Bern Grizzlies | 13 – 42 (0-7 0-21 0-14 13-0) | Calanda Broncos |  |

| 3 giugno 2023 11ª giornata | Geneva Seahawks | 13 – 7 | Bern Grizzlies |  |

| 10 giugno 2023 12ª giornata | Gladiators Beider Basel | 63 – 16 | Bern Grizzlies |  |

| 17 giugno 2023 13ª giornata | Thun Tigers | 35 – 13 (14-0 14-0 0-13 7-0) | Bern Grizzlies |  |

| 24 giugno 2023 14ª giornata | Bern Grizzlies | 19 – 3 | Geneva Seahawks |  |

## Statistiche di squadra
| Competizione      | %Vittorie | In casa | In casa | In casa | In casa | In casa | In casa | In trasferta | In trasferta | In trasferta | In trasferta | In trasferta | In trasferta | Totale | Totale | Totale | Totale | Totale | Totale |
| Competizione      | %Vittorie | G       | V       | N       | P       | Pf      | Ps      | G            | V            | N            | P            | Pf           | Ps           | G      | V      | N      | P      | Pf     | Ps     |
| ----------------- | --------- | ------- | ------- | ------- | ------- | ------- | ------- | ------------ | ------------ | ------------ | ------------ | ------------ | ------------ | ------ | ------ | ------ | ------ | ------ | ------ |
| Stagione regolare | .100      | 5       | 1       | 0       | 4       | 65      | 117     | 5            | 0            | 0            | 5            | 104          | 186          | 10     | 1      | 0      | 9      | 169    | 303    |
| Totale            | .100      | 5       | 1       | 0       | 4       | 65      | 117     | 5            | 0            | 0            | 5            | 104          | 186          | 10     | 1      | 0      | 9      | 169    | 303    |